# Дубовой, Роман Игоревич
Рома́н И́горевич Дубово́й (род. 6 сентября 1995 года, Петропавловск-Камчатский, Россия) — российский пловец - паралимпиец. Один из основателей спортивного клуба "Цунами". Многократный призёр летних Паралимпийских игр 2012, заслуженный мастер спорта России по плаванию среди спортсменов с нарушением зрения. В 2002 году поступил в школу олимпийского резерва по плаванию в г. П-Камчатском.

## Награды
- Медаль ордена «За заслуги перед Отечеством» II степени (10 сентября 2012 года) — за большой вклад в развитие физической культуры и спорта, высокие спортивные достижения на XIV Паралимпийских летних играх 2012 года в городе Лондоне (Великобритания)[1].
- Заслуженный мастер спорта России (2012).